# Îngerul necesar
Îngerul necesar este un film românesc din 2007 regizat de Gheorghe Preda. Rolurile principale au fost interpretate de actorii Anca Florea, Constantin Florescu.

## Distribuție
Distribuția filmului este alcătuită din:
- Constantin Florescu — Lt. Stan
- Ioana Ginghina
- Anca Florea — Ana
- Cuzin Toma
- Alexandru Unguru
- Emily Daler — Kate

## Primire
Filmul a fost vizionat de 1.818 spectatori de spectatori în cinematografele din România, după cum atestă o situație a numărului de spectatori înregistrat de filmele românești de la data premierei și până la data de 31 decembrie 2014 alcătuită de Centrul Național al Cinematografiei.